# چرا دوستم نداری (ترانه بیانسه)
«چرا دوستم نداری» تک‌آهنگی از هنرمند اهل ایالات متحده آمریکا بیانسه است. این ترانه از سومین آلبوم استدیویی بیانسه با نام من… ساشا فیرس هستم می باشد.
موزیک ویدیو این ترانه به سبک ۱۹۵۰ میلادی به کارگردانی ملینا متسوکس منتشر شد.
این تک‌آهنگ در چارت‌های در رتبه اول قرار گرفت.